# 阿尔泰机场
阿尔泰机场是一座位于蒙古国西部戈壁阿尔泰省首府阿爾泰的机场。该机场位于阿尔泰以西大约2 km（1.2 mi）处。阿尔泰机场可满足安-24飞机的起降，同时也可起降福克50、庞巴迪Dash 8、ATR 42等机型。

## 航空公司及航点
| 航空公司     | 目的地                |
| ------------ | --------------------- |
| 蒙古航空     | 乌兰巴托              |
| 伊斯尼斯航空 | 乌兰巴托              |
| 匈奴航空     | 巴彦洪戈尔， 乌兰巴托 |
| 蒙古民用航空 | 阿尔拜赫雷            |